# لو شارمل (بازیگر پورنوگرافی)
لو شارمل (فرانسوی: Lou Charmelle‎؛ زاده ۸ اکتبر ۱۹۸۳) نام هنری بازیگر پورنوگرافی پیشین اهل فرانسه با اصالت تونسی است.